# Helena Romanowa (1784–1803)
Helena Pawłowna Romanowa, ros. Елена Павловна Романовa (ur. 24 grudnia 1784 w Petersburgu, zm. 24 września 1803 w Ludwigslust) – rosyjska arystokratka dynastyczna, wielka księżniczka Rosji i dziedziczna wielka księżna Meklemburgii-Schwerinu jako żona Fryderyka Ludwika.
Urodziła się jako czwarte dziecko i zarazem druga córka carewicza Pawła (1754–1801) i jego drugiej żony Marii Fiodorownej (1759–1828). Miała liczne rodzeństwo, braci: starszych Aleksandra (1777–1825), Konstantego (1779–1831), młodszych Mikołaja (1796–1855) i Michała (1798–1849) oraz siostry: starszą Aleksandrę (1783–1801), młodsze Marię (1786–1859), Katarzynę (1788–1819), Olgę (1792–1795) i Annę (1795–1865). Najbliżej zżyła się ze starszą siostrą. Odebrała staranne wykształcenie dworskie, prowadzone przez guwernerów odpowiedzialnych bezpośrednio przed jej babką carycą Katarzyną II (1729–1796). Poza podstawami czytania, pisania i rachowania, opanowała typowe umiejętności członkini domu cesarskiego: posługiwała się językami niemieckim i francuskim, dobrze orientowała się w sztuce, muzyce i literaturze.
W 1798 w imieniu Heleny, babka wystąpiła do Fryderyka Franciszka I (1756–1837), wielkiego księcia Meklemburgii-Schwerinu, aby ustalić warunki przyszłego zamążpójścia wnuczki. Uznano, że mężem wielkiej księżniczki zostanie Fryderyk Ludwik (1778–1819), dziedziczny wielki książę, najstarszy syn Fryderyka Franciszka i Ludwiki Altenburskiej (1756–1808). Formalne zaręczyny młodzi zawarli 5 maja 1799; pobrali się 23 października tego roku w Petersburgu. Następnie para zamieszkała w Ludwigslust. Helena urodziła swojemu mężowi dwójkę dzieci:
- Paweł Fryderyk (1800–1842), wielki książę Meklemburgii-Schwerinu od 1837 ⚭ Aleksandra Hohenzollern (1803–1892), córka Fryderyka Wilhelma III (1770–1840), króla Prus i Ludwiki Meklemburskiej (1776–1810);
- Maria Ludwika (1803–1862) ⚭ Jerzy (1796–1853), książę Saksonii-Altenburga, syn Fryderyka (1763–1834) i Karoliny Meklemburskiej (1769–1818).

Jesienią 1803 poważnie zachorowała, w wyniku czego zmarła 24 września 1803. Została pochowana w wybudowanym specjalnie dla niej mauzoleum.
Helena pozostawiła po sobie liczne listy, pisane do krewnych. Najwięcej korespondowała z siostrami, zwłaszcza Aleksandrą, jednak ta część spuścizny zaginęła. Listy wymieniane z jej matecznym dziadkiem, Fryderykiem Eugeniuszem, księciem Wirtembergii, przechowywane są po dziś dzień w Archiwum Państwowym w Stuttgarcie.

## Odznaczenia
- Dama Orderu św. Katarzyny I kl. (2 stycznia 1785)
- Dama Orderu Królowej Marii Luizy

## Przodkowie
| Prapradziadkowie                     | ks. Holsztynu-Gottorp Fryderyk IV (1671–1702) ∞1698 Jadwiga Zofia Wittelsbach (1681–1708)    | car Rosji Piotr I Wielki (1672–1725) ∞1712 caryca Rosji Katarzyna I (1683/'84–1727)          | ks. Anhaltu-Dornburga Jan Ludwik I (1656–1704) ∞ 1687 Krystyna Eleonora Zeutsch (1666–1699)        | Krystian August Holstein-Gottorp (1673–1726) ∞1704 Albertyna Fryderyka Badeńska-Durlach (1682–1755) | Fryderyk Wirtemberski-Winnental (1652–1697) ∞1682 Eleonora Julianna Brandenburg-Ansbach (1663–1724)      | Anselm Franz Thurn und Taxis (1681–1739) ∞1703 Maria Ludovika Lobkovič (1683–1750)                       | Filip Wilhelm Brandenburg-Schwedt (1669–1711) ∞1699 Joanna Karolina Anhalt-Dessau (1682–1750)            | kr. Prus Fryderyk Wilhelm I (1688–1740) ∞1706 Zofia Dorota Hanowerska (1687–1757)                        |
| Pradziadkowie                        | ks. Holsztynu-Gottorp Karol Fryderyk (1700–1739) ∞1725 Anna Piotrowna Romanowa (1708–1728)   | ks. Holsztynu-Gottorp Karol Fryderyk (1700–1739) ∞1725 Anna Piotrowna Romanowa (1708–1728)   | ks. Anhaltu-Zerbst Krystian August (1690–1747) ∞ 1724 Joanna Elżbieta Holstein-Gottorp (1712–1760) | ks. Anhaltu-Zerbst Krystian August (1690–1747) ∞ 1724 Joanna Elżbieta Holstein-Gottorp (1712–1760)  | ks. Wirtembergii Karol Aleksander (1684–1737) ∞ 1727 Maria Augusta Thurn und Taxis (1706–1756)           | ks. Wirtembergii Karol Aleksander (1684–1737) ∞ 1727 Maria Augusta Thurn und Taxis (1706–1756)           | Fryderyk Wilhelm Brandenburg-Schwedt (1700–1771) ∞1734 Zofia Dorota Hohenzollern (1719–1765)             | Fryderyk Wilhelm Brandenburg-Schwedt (1700–1771) ∞1734 Zofia Dorota Hohenzollern (1719–1765)             |
| Dziadkowie                           | car Rosji, Piotr III Romanow (1728–1762) ∞1745 caryca Rosji, Katarzyna II Wielka (1729–1796) | car Rosji, Piotr III Romanow (1728–1762) ∞1745 caryca Rosji, Katarzyna II Wielka (1729–1796) | car Rosji, Piotr III Romanow (1728–1762) ∞1745 caryca Rosji, Katarzyna II Wielka (1729–1796)       | car Rosji, Piotr III Romanow (1728–1762) ∞1745 caryca Rosji, Katarzyna II Wielka (1729–1796)        | ks. Wirtembergii, Fryderyk Eugeniusz (1732–1797) ∞ 1753 Fryderyka Dorota Brandenburg-Schwedt (1736–1798) | ks. Wirtembergii, Fryderyk Eugeniusz (1732–1797) ∞ 1753 Fryderyka Dorota Brandenburg-Schwedt (1736–1798) | ks. Wirtembergii, Fryderyk Eugeniusz (1732–1797) ∞ 1753 Fryderyka Dorota Brandenburg-Schwedt (1736–1798) | ks. Wirtembergii, Fryderyk Eugeniusz (1732–1797) ∞ 1753 Fryderyka Dorota Brandenburg-Schwedt (1736–1798) |
| Rodzice                              | car Rosji, Paweł (1754–1801) ∞1776 Maria Fiodorowna (1759–1828)                              | car Rosji, Paweł (1754–1801) ∞1776 Maria Fiodorowna (1759–1828)                              | car Rosji, Paweł (1754–1801) ∞1776 Maria Fiodorowna (1759–1828)                                    | car Rosji, Paweł (1754–1801) ∞1776 Maria Fiodorowna (1759–1828)                                     | car Rosji, Paweł (1754–1801) ∞1776 Maria Fiodorowna (1759–1828)                                          | car Rosji, Paweł (1754–1801) ∞1776 Maria Fiodorowna (1759–1828)                                          | car Rosji, Paweł (1754–1801) ∞1776 Maria Fiodorowna (1759–1828)                                          | car Rosji, Paweł (1754–1801) ∞1776 Maria Fiodorowna (1759–1828)                                          |
| Helena Pawłowna Romanowa (1784–1803) |                                                                                              |                                                                                              | | | | | | |